# Karaj (kniha)
Karaj (1963, Карай) je dobrodružný román pro děti a mládež, který napsal sovětský spisovatel Jakov Iosifovič Volček. Román se odehrává v hornaté oblasti Arménie a jeho hrdinou je služební pes Karaj a jeho psovod. Autor napsal rovněž volné pokračování románu Syn Karaje (1963, Сын Карая).

## Obsah románu
Román vypráví o práci sovětské bezpečnosti v arménských horách blízko hranic. Při své práci používají milicionáři také služební psy, jejichž výcvik je v knize vylíčen. Hlavními postavami románu je pes Karaj a jeho psovod Andrej Vitugin. Andrej má Karaje velmi rád, kromě výcviku si s ním i hraje a často jej pohladí, čímž vnikne mezi ním a psem zvláštní pouto a souhra. 
Andrejův přístup k výcviku se zásadně liší od přístupu náčelníka Gevorka, který je přesvědčen, že jeho pes Mauser musí poslechnout hned a naprosto přesně jeho rozkaz, tedy se chovat vlastně jako stroj. Mauser proto plní rozkazy zcela automaticky a na rozdíl od Karaje nikdy neprojeví vlastní iniciativu. Karaj jej brzy předčí, společně s Andrejem vyřeší celou řadu závažných kriminálních případů jako je například vražda v kolchozu, stopování zloděje, který utekl z kárného tábora atp., a stane se chloubou celé výcvikové stanice.

## Česká vydání
- Karaj, SNDK, Praha 1967, přeložila Jarmila Wagsteinová.
- Karaj na stopě, Albatros, Praha 1981, přeložila Miena Karlová, obsahuje knihy Karaj a Syn Karaje.